# The Cult Is Alive
The Cult Is Alive — одиннадцатый студийный альбом группы Darkthrone, вышедший 27 февраля 2006 года на лейбле Peaceville Records. Стал переломным в их творчестве, следующий альбом уже имел совсем иной жанр.

## Список композиций
| №   | Название                             | Музыка | Длительность |
| --- | ------------------------------------ | ------ | ------------ |
| 1.  | «The Cult of Goliath»                |        | 4:02         |
| 2.  | «Too Old, Too Cold»                  |        | 3:04         |
| 3.  | «Atomic Coming»                      | Fenriz | 4:51         |
| 4.  | «Graveyard Slut»                     |        | 4:04         |
| 5.  | «Underdogs and Overlords»            |        | 4:02         |
| 6.  | «Whisky Funeral»                     |        | 3:59         |
| 7.  | «De underjordiske (Ælia Capitolina)» |        | 3:14         |
| 8.  | «Tyster på Gud»                      |        | 3:09         |
| 9.  | «Shut Up»                            |        | 4:46         |
| 10. | «Forebyggende krig»                  |        | 3:41         |

## Участники записи
- Fenriz — ударные
- Nocturno Culto — вокал, бас и гитара

## Чарты
| Чарт (2006)            | Высшая позиция |
| ---------------------- | -------------- |
| Norwegian Albums Chart | 22             |